# 渡邉恒雄
- 渡邉恒雄
- 渡辺恒雄

渡邉 恒雄（わたなべ つねお、1926年〈大正15年〉5月30日 - 2024年〈令和6年〉12月19日）は、日本の新聞記者・実業家。株式会社読売新聞グループ本社代表取締役主筆。位階は正三位、勲等は旭日大綬章。「ナベツネ」の通称で知られ、読売関係者の間では「ワタツネ」と呼ばれていた。株式会社読売新聞社社長、読売ジャイアンツの球団オーナー、株式会社読売ジャイアンツ取締役最高顧問、社団法人日本新聞協会会長を歴任した。日本のプロ野球界に関連する渡邉の伝説は数知れず、自ら「俺は最後の独裁者だ」と語ったとされ、マスメディアにおいて「野球界の独裁者」または単に「独裁者」と呼ばれていることについては渡邉自身が認めていた。他にも「メディア界のドン」「政界のフィクサー」とも呼ばれた（詳細は後述）。

## 生い立ち - 学生時代

### 生い立ち
東京府豊多摩郡（後の東京都杉並区）出身。父の名は「へいきち」、母の名は「花」。五人姉弟の三番目で長男である。
1934年（昭和9年）、恒雄が8歳の時、不動貯金銀行（旧協和銀行の前身、現：りそな銀行）に勤めていた父・「へいきち」が東京・杉並区の自宅の玄関で吐血し、胃癌で1週間後に47歳で死去した。父が残した十一軒の貸家からの家賃収入で当面の生活費には困らなかったが、稼ぎ手をなくした一家には将来の生活の不安が重くのしかかった。母親の花は、夫を失った打撃からなかなか立ち直れなかった。
戦前の家父長下では恒雄が全財産を相続し、一家の柱として責任を負わねばならなかった。母・花はいつもこう言って恒雄を叱咤したという。「お前は総領だ。総領というのは跡継ぎだ。だからお前は勉強して偉くならないかん。成績も全甲（全学科の成績が優秀であること）でないと、援助してくれている目黒の伯父さん に報告できない。」

### 学生時代
第一志望の府立高校尋常科（現：東京都立桜修館中等教育学校）、第二志望の武蔵高校尋常科（現：武蔵高等学校中学校）、第三志望の府立一中（現：東京都立日比谷高等学校）と、続け様に受験に失敗し、ようやく第四志望の開成中（現：開成中学校・高等学校）にビリに近い成績ですべり込んだ。同い年のいとこが府立一中に合格したこともあって母・花は「あんなボロ中学に入って情けない」と親類の前でオイオイ泣いたという。
1939年（昭和14年）4月、開成中学校に入学。同中学3年生の時、哲学の道を志し、日々哲学書ばかり読むようになる。また反軍国少年であり、旧制高校の記念祭では上級生らと夕闇の中蜂起して、軍国主義を吹聴する校長をはじめ教職員を襲撃して殴っている。勤労動員された航空機の工場では、密かに不良品を作り、抵抗した。
1943年（昭和18年）4月、開成4年修了で旧制東京高等学校（現：東京大学教育学部附属中等教育学校）に入学。網野善彦、氏家齊一郎が尋常科四年に進級した1943年（昭和18年）4月、一学年上の高等科に入ってきた。氏家によると、渡邉との出会いは6月頃、東高の校庭であった。以来、2人は共に軽演劇場や純喫茶に繰り出す仲になった。

### 東大入学後、陸軍に徴兵
1945年（昭和20年）4月、東京帝国大学文学部哲学科に入学。その後陸軍に徴兵され、近衛師団に配属。本土決戦に備えて神奈川県に配置された。渡邉の回顧録によれば、陸軍二等兵としての軍隊生活で、上官から暴行を受けたという。
渡邉はもし、米軍が上陸したら真っ先に降伏しようと考えていたという。そのために捕虜になった時のことを考えて、千葉県あたりに置かれる可能性がある捕虜収容所で過ごすため、哲学書を3冊肌身離さず持っていた。
同年8月半ばに除隊の内示を受け、8月15日の朝に除隊。除隊日の正午からの玉音放送で終戦となる。兵役期間は、わずか5か月ほどであった。除隊後は千葉県の家族の下で休養。3ヶ月後に東大に復学した。

### 復学後、共産党に入党
前述の学徒動員時代に陸軍の上官から受けた暴行などから軍人（特に日本陸軍の軍人）を嫌い、軍国主義・国家主義的な考えを嫌悪していた。そこで、東京大学在学中の1945年(昭和20年)12月、反天皇制を掲げていた日本共産党に入党を申し込む。日本青年共産同盟の同盟員としてビラ貼りや演説会の勧誘など下積み活動を経験して、1947年(昭和22年)頃、正式な党員として認められる。東大細胞（共産党が地域・職場・学園などに設けた末端組織の旧称、現在の「支部」）に所属し、他大学でも演説を行い党員を増やした。
1947年(昭和22年)9月、カスリーン台風の被害に対する共産党の考えをきっかけに党の思想に疑問を抱き、反マルクス主義の東大新人会運動の展開を開始。1947年(昭和22年)12月に自ら離党届を提出したが、党から除名処分を受け、東大細胞も解散となった。離党後の彼を、しんぶん赤旗は「戦後の一時期に入党した渡辺氏は、青春を燃やした日々が懐かしいのか、いまでも日本共産党に入っていたことをよく口にしている」と評している。氏家とともに母校である東京高等学校へオルグに行った際に、インターハイを目指す後輩の野球部員達に対して「野球なんてくだらないものをする時ではない!」と共産党への入党を勧めた。
1950年（昭和25年）3月、東京大学新聞研究所（現：情報学環）を修了。

## 読売新聞社での歩み

### 政治記者時代
読売新聞社に次席で入社（その年の首席は、後に作家となる三好徹）。また、東京新聞の採用試験にも合格している。「朝日新聞社に入社したかったが採用試験で不採用になった」と週刊朝日のインタビューで答えている。「中央公論」の入社試験も不合格となっており「頭が良すぎて採用されなかった」とは本人談である。なお、中央公論に関しては渡邉が読売新聞社長時代に買収している。
『週刊読売』（後の『読売ウイークリー』）記者を経て、政治部記者となる。『週刊読売』の記者時代、鳩山一郎が脳出血で倒れたときに、鳩山邸（現：鳩山会館）で張り込みをしていた。慌ただしい気配がした為、渡邉が屋敷の中を覗いたところ、大きな犬を連れた秘書の石橋義夫に追い出された。その後、屋敷を出てきた大野伴睦に「誰が倒れたのですか」と質問したが無視され、次に現れた政治評論家の岩淵辰雄にも「（自分は）鳩山家の者ではない」と言われ、鳩山が倒れた確証を得られなかった。結局、デスクから「死んだのでないのなら放っておけばいい。そろそろ帰ってこい」と指示されたと言う。
警視庁出身の社長正力松太郎の眼鏡にかなって、自民党党人派の大物、大野伴睦の番記者になった。以後保守政界と強い繋がりを持つようになり、大野の事務所を行き交う札束攻勢を目の当たりにする。
渡邉に対する大野の信頼は篤く、渡邉は大野の依頼を受けて自民党総裁や衆議院議長ポスト獲得交渉の代行、自民党政治家のゴーストライターとして、週刊誌の論説の執筆まで引き受ける。児玉誉士夫と懇意になり、児玉の指令のもとに九頭竜ダム建設の補償問題や日韓国交正常化交渉の場でも暗躍したとされている。また渡邉は後年、大野が戦時中から自由主義者であり、かつ反戦・反軍主義者であったことから気が合ったと振り返っている。
また、鳩山一郎の次の自民党総裁、総理大臣を狙っていた正力松太郎が、中曽根康弘を参謀格に自分の派閥を結成して総裁選出馬準備を進めていた際、正力から中曽根との連絡役を命じられて付き合いが始まり、大野の死後は中曽根と親密になった。
中曽根とは、1957年（昭和32年）の自民党総裁選の最中に出会った。渡邉は、初入閣を望む中曽根と副総裁の大野伴睦との仲を取り持った。大野は造船疑獄の際に、自らを追及した中曽根を快く思っていなかったが、渡邉の執り成しによって態度を変え、入閣を確約した。1982年（昭和57年）の自民党総裁選の時には、渡邉は中曽根擁立のため、田中角栄の秘書早坂茂三に引き合わせ働きかけた。早坂と、中曽根の秘書の小林克己は渡邉と同じ元日本共産党員だった。1966年（昭和41年）の大手町にある国有地払い下げ問題でも、大きな役割を果たしている。2019年（令和元年）に中曽根が死去した際には、親の死と同様にショックであると心情を吐露。彼以上に敬愛した人物はいないというコメントを寄せた。
なお、政治記者としてよりは、若いころからジャーナリストとして多くの著作で知られる存在だったが、魚住昭は「戦後に現れた組織ジャーナリストの中でも、彼はテクニックにおいては最高の人でしょう」と評している。

### 編集局総務に就任
1977年(昭和52年)、編集局総務（局長待遇）に就任、同年2月18日付の『読売新聞』社説は百里基地訴訟一審判決の違憲立法審査権の存在意義を説いていたが、1981年(昭和56年)7月8日付紙面では一転し、二審判決の統治行為論を支持して、裁判所の政治介入を制限する主張に変わった。読売新聞が渡邉の主張を取り入れて、中道から保守に傾斜していく過程の1エピソードである。同年、取締役論説委員長に就任した。
1982年(昭和57年)12月にソ連による執拗かつ周到な対日諜報活動・間接侵略（シャープパワー）が暴露されたレフチェンコ事件当時、首相官邸に赴いた際に自社の記者について後藤田正晴や中曽根康弘とやりあったという。1984年(昭和59年)からは元旦の社説を執筆するようになった。
1987年(昭和62年)6月、筆頭副社長に就任。1989年(昭和64年/平成元年)に球団内で組織された最高経営会議のメンバーに選ばれ、読売ジャイアンツに関わるようになるが、野球の知識はほとんどなかった。

### 社長就任後
1991年(平成3年)に読売新聞社社長、横綱審議委員、1999年(平成11年)には日本新聞協会会長に就任した。
日本国民の世論の大多数が、日本国憲法改正そのものを否定していた1990年代初頭より、読売新聞は憲法第9条の改正を含む改憲キャンペーンを展開し、それまで半ばタブー視されていた改憲論議の口火を切る。その後、世論調査では憲法改正自体への賛成が、反対を上回ることが多々見られるようになった。
1996年(平成8年)6月5日の衆議院の規制緩和に関する特別委員会（議題は「規制緩和に関する件」、著作物の再販売価格維持制度：新聞社・出版社が、取引先である卸売業者や小売店に対して卸売価格や定価を指示して、これを維持させていること）に新聞協会を代表して参考人として出席し、新聞には文化的な価値、公共性があること、新聞ほど競争激烈な商品はない、価格も硬直的でない、再販により安売り競争で弱い所が潰れてゆくなどの理由から、新聞の再販を認めるべきではないとの見解を示した。その際に適用除外廃止の意見を伝え実質的に意味のある報道をなぜしないか？との質問に対して、「凶悪な人達の議論を大々的に報道をする義務を感じない。オウム真理教の教祖の理論を長々と書かないのと同じだ」と述べた。渡辺が読売新聞の社長を務めてからは1994年(平成6年)には1000万部を突破するなど部数はさらに伸び2001年(平成13年)の1月には販売部数は1031万部を記録した。

### 会長就任後
2005年(平成17年)、読売新聞グループ本社の会長に就任。2007年(平成19年)、第54回カンヌ国際広告祭で世界のメディア業界の中から傑出した人物を讃える「メディアパーソン・オブ・ザ・イヤー」を受賞。朝夕刊で1400万部の世界一の発行部数である読売新聞ほか、テレビ局、出版社、プロ野球球団など広告媒体としても大きな影響力を持つグループを率いていることが評価された。
盟友の中曽根を強引に引退させ、毎年靖国神社を参拝した小泉純一郎政権に対しては批判的であった。靖国神社に対する見解は後述。

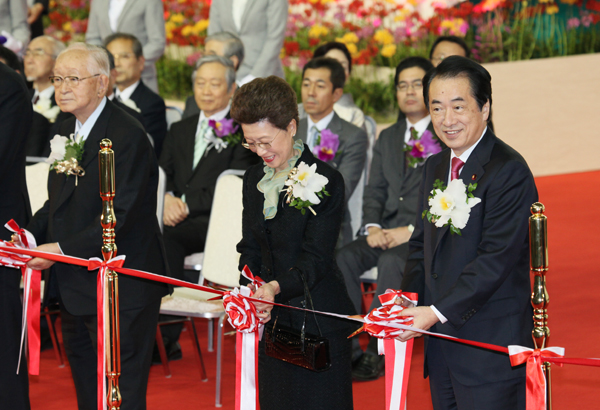
2011年(平成23年)2月、内閣総理大臣菅直人、島津貴子らと世界らん展日本大賞開会式にて（左端）

自民党員及び元自民党員ら保守系議員に多大な影響力を持ち、中曽根康弘と共に、2007年(平成19年)の自民党と民主党の大連立構想の黒幕であったと報じられている。小沢一郎は『朝日新聞』の2007年(平成19年)11月16日付のインタビューで、渡邉を「大連立構想の張本人」と答えている。
2007年（平成19年）10月26日付日本新聞協会会報のインタビュー記事で「社論と反対の社説を執筆した論説委員に執筆を禁じた」と述べ、虚偽の発言で名誉を毀損された（社論に反する社説を書いた事実は一切ない）として、2010年（平成22年）11月25日に読売新聞の前澤猛・元論説委員（“執筆を禁じ”られた当人）から提訴されている。2011年(平成23年)7月5日の判決では、原告の主張は一部認められたが損害賠償は棄却された。
『週刊文春』によると、渡邉は2004年（平成16年）に、不正な方法で運転免許証を更新し、道路交通法違反を犯したと報道されている。

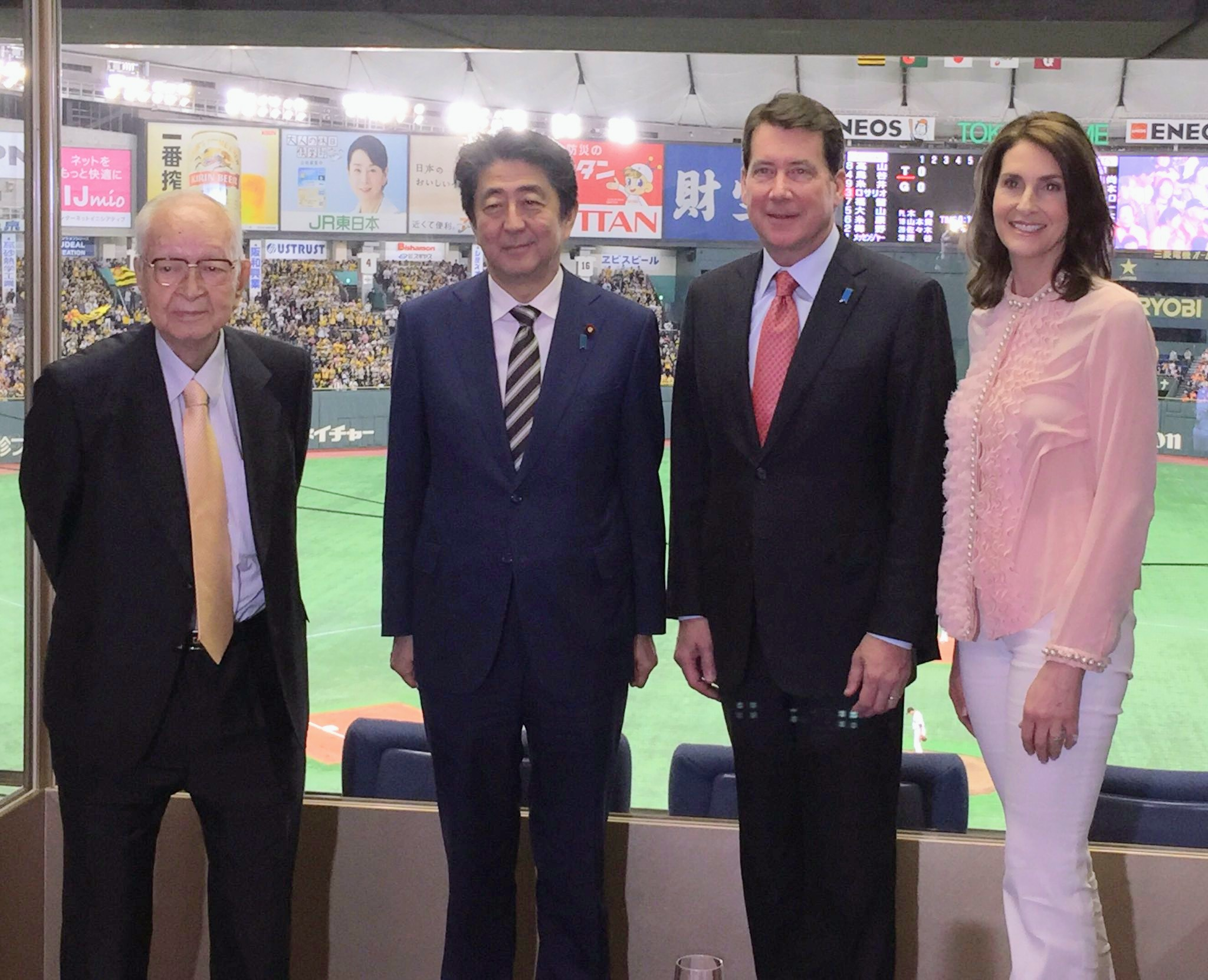
2018年(平成30年)3月、内閣総理大臣安倍晋三、駐日アメリカ合衆国大使ウィリアム・F・ハガティ夫妻と東京ドームにて（左端）

2018年(平成30年)、死亡説が流布され、自らそれを打ち消した。

### 死去
2024年(令和6年)12月19日2時、肺炎のため都内の病院で死去した。98歳没。11月末まで定期的に出社し役員会や社論会議に出席、12月に体調を崩して病院で治療を受けるも死去数日前まで社説の原稿に目を通すなど、最後まで執務を続けていたという。
死去を受けて、各界から悼む声が相次いだ。第103代内閣総理大臣・石破茂は、「偉大なジャーナリストだった」と評した。国会議員になってから何度も話したといい「特に先の大戦やいろいろな日本の歴史観について教えて頂くことが多かった」と振り返った。渡辺の自民党派閥に関する本を読んだとも明かした。第89代内閣官房長官・林芳正は同日の記者会見で「戦後政治の生き証人である渡辺さんの迫力ある著作に長く接してきた」と述べ、「何度か会う機会に恵まれ、政治に関する該博な知識、見識から多くのことを学ばせていただいた」と回想、第101代内閣総理大臣・岸田文雄も「1つの時代の終焉」と語り、国民民主党代表・玉木雄一郎も旧ツイッターの「X」にて「巨星墜つ」と表現した。イギリスのニュースサイト・インデペンデントは、「日本の新聞界のボスが死去」と伝えた。一方でコメンテーターの玉川徹は「ジャーナリストというより権力にこだわり続けた人」と率直に語ってる。
日本国政府は、死没日付をもって正三位に叙した。2025年(令和7年)2月25日にお別れの会が帝国ホテルで営まれ、石破総理や経団連第6代会長で住友化学会長の十倉雅和、巨人の終身名誉監督兼専務取締役の長嶋茂雄など各界から約3900人が参列した。

## 読売ジャイアンツにおける活動
渡邉自身、元々野球について詳しくなく、球団経営に参加するようになったのは、読売新聞社副社長時代の1989年(昭和64年/平成元年)に球団内で組織された最高経営会議のメンバーに選ばれてからである（他のメンバーは同社名誉会長の務臺光雄、同社社長の小林與三次、オーナーの正力亨）。1991年(平成3年)に務臺が死去した後、渡邉はしばらくは沈黙するも、務臺の一周忌が済むとその発言が徐々に球界に強い影響力を及ぼすようになり、1996年(平成8年)に正力を名誉オーナーに祭り上げる形で自身がオーナーに就任。「野球はやったこともなく興味もなかった」と公言するも、その後野球界をすばやく学習し、これまでの球団の人気、資金、読売新聞と日本テレビ放送網という巨大メディアを背景に、影響力のあるチームオーナーとして球界に君臨、コミッショナーの人事も決める人物と言われた。

### 球団オーナーとして
2003年(平成15年)オフに、原辰徳が監督を辞任して堀内恒夫が就任したが、これについて渡邉は「読売グループ内の人事異動だ」と発言した。
2005年(平成17年)、堀内が成績不振で辞任することになり、星野仙一の監督就任を目論んだが各方面からの反対もあり頓挫。結果的に原を監督に復帰させている。

### プロ野球再編問題とオーナー辞任
2004年(平成16年)、パシフィック・リーグにおいて、人気が低迷していた大阪近鉄バファローズとオリックス・ブルーウェーブ（現：オリックス・バファローズ）の間に合併話が持ち上がった。更に、同リーグの福岡ダイエーホークスと西武ライオンズ親会社の経営危機による身売り説が飛び交っていた。
この問題の解決に、渡邉は西武オーナー・堤義明、オリックスオーナー・宮内義彦らと日本プロ野球1リーグ構想を画策したものの、ライブドア社長（当時）の堀江貴文が近鉄の買収を名乗り出ている状況下、世論の反発を招くこととなった。
7月8日、2リーグ12球団の維持を主張していた当時日本プロ野球選手会会長の古田敦也（ヤクルトスワローズ）による経営者側との会談の提案を拒否し、この件に関するインタビューの中で「無礼な事言うな。分をわきまえなきゃいかんよ。たかが選手が。」と発言した
この発言に対し、選手・野球ファンを中心に、世論全体からの猛反発を招いた。後年ではこの発言が渡邉の傲慢さを表す発言として度々引用される。
このことから先述の通り「球界の独裁者」と評されている。このスポーツ記者（沢畠功二）の質問とは「明日、選手会と代表レベルの意見交換会があるんですけれども、古田選手会長が代表レベルだと話にならないんで、できれば、オーナー陣といずれ会いたいと（言っている）」というもので、のちに古田自身が全面否定した。そのため捏造を元にした取材であった可能性も指摘されている。
8月13日、プロ野球再編騒動の最中に、明治大学の一場靖弘を巡る裏金事件が発覚する。渡邉は球団社長の土井誠、球団代表の三山秀昭と伴に責任を取って辞任、読売新聞東京本社社長の滝鼻卓雄にオーナーの座を譲った。
世論に後押しされる形で、日本プロ野球選手会は経営者側と激しく対立し、9月17日・18日に日本プロ野球史上初のストライキが挙行され、打撃を受けた経営側が折れる形で2リーグ制が維持されることになった。同年11月、ライブドアと同じIT企業の楽天の新規参入が認められて、東北楽天ゴールデンイーグルスが設立された。
その後1年足らずして球団会長に就任した。肩書きは変えながらも実質オーナー状態となっていた。

### 球団会長として
2011年（平成23年）、3月11日に発生した東北地方太平洋沖地震（東日本大震災）の影響でプロ野球の開幕が当初の3月25日の予定から延期になることについて、3月16日の球団激励会の挨拶で、「この前の大戦争で負けた後、選手、監督から3ヶ月でやりたいとい上がってプロ野球をやった歴史もある」と話し、予定通り25日の開幕を主張した。また延期を決めたパ・リーグに対しては「こういう時には何もやらない方が良いというなら勝手にしろ」と話した。その後セ・リーグもパ・リーグ同様4月12日に開幕になったが渡邉は「いいんじゃないか。もう、しゃあない。ガーガー言ってるんだから」と話した。
2011年（平成23年）11月11日、専務取締役球団代表兼ゼネラルマネージャー・編成本部長・オーナー代行の清武英利が「球団のコンプライアンス上の重大な件」とする記者会見を行い、球団が発表した岡崎郁ヘッドコーチの留任について、「ツルの一声で決めてしまうなど、球団を私物化するようなことがあっていいものか」として渡邉を批判している。清武は同年11月18日に全ての役職から解任されている。
11月25日、清武は日本外国特派員協会において会見を開き、11日の会見を前にした清武との電話において渡邉が「俺は最後の独裁者」と酒まじりに言い放ったことを述べ、これに対し渡邉は11月28日付の朝日新聞において「独裁者と呼ばれて」と題したインタビューに応じ、「僕は民主的だよ。物事を決めるときには必ず人に相談することにしている。独裁者と書くメディアもあるが面白いし、売れるからね」と答えている。その一方で、正力松太郎は独裁者だったとも述べている。
2014年（平成26年）6月10日、読売巨人軍取締役最高顧問に就任した。
2015年（平成27年）に福田聡志、笠原将生、松本竜也の3名が野球賭博に関与していたことに加え、2016年（平成28年）3月8日になって高木京介も関与していたことが発覚したため、11日付で責任を取って最高顧問を辞任した。

## 他のスポーツとの関係

### 相撲
1991年(平成3年)から2005年(平成17年)までの間横綱審議委員として活動。2001年(平成13年)から2年間は委員長を務め、若貴ブームにわく大相撲界に影響を及ぼし、さまざまな角度から意見した。また、大関・魁皇の横綱昇進には最後まで否定的だった。

### Jリーグとの関係
読売グループでは、1968年(昭和43年)のメキシコオリンピックで日本代表が銅メダルを獲得したことによるサッカー人気の高まりに乗る形で、1969年(昭和44年)に読売サッカークラブを創設。1977年(昭和52年)からは当時のトップリーグである日本サッカーリーグ（JSL）1部に昇格し、1980年代にはJSLや天皇杯を何度も制する強豪チームに育て上げていた。
1992年(平成4年)、読売サッカークラブを母体に「ヴェルディ川崎（現「東京ヴェルディ」）」を設立、翌1993年(平成5年)に正式スタートした日本プロサッカーリーグ（Jリーグ）に参加。三浦知良・ラモス瑠偉などの人気選手を擁して優勝し、初代チャンピオンの栄誉を獲得した。なお、1993年(平成5年)8月1日に目黒区内のサレジオ教会で行われた三浦と日テレの歌番組に出演していた設楽りさ子の結婚式では、媒酌人も務めた。
その後、地域に根差したクラブの運営により裾野からのサッカー人気向上を図るJリーグや日本サッカー協会と、「読売ヴェルディ」の巨人化を目論む読売グループ間の対立が表面化した。グループ放送局のテレビ中継で使用していた「読売ヴェルディ」の呼称を「ヴェルディ川崎」に改めるようJリーグ執行部から指摘を受け、1994年(平成6年)からJリーグの勧告を受け入れ、「読売」を外して「ヴェルディ川崎」とアナウンス・表記されるようになった。
元々ヴェルディは、東京都内に本拠地を予定していたが、ホームスタジアムとして使えるスタジアムがなかったため川崎市を本拠地としていた。程無く後々に発生する「本拠地：東京移転を巡るヴェルディと川崎市の確執」は、本拠地移転を経験しながらも地域密着に成功した浦和レッズおよびコンサドーレ札幌と対比される事が多い。また、川崎市との確執がサッカーファンにも渡邊の印象を悪くしている面は否めない。その後1998年(平成10年)に読売新聞はヴェルディの株式を全て日本テレビに売却し、日本テレビ100%出資の状態が続いたが、2001年(平成13年)から本拠を東京都（東京スタジアム（味の素スタジアム））に移し、稲城市や地元企業などの共同出資による「東京ヴェルディ1969」になった。

### オリンピック
オリンピックに対して敵愾心を露にしてきた。2000年(平成12年)シドニー大会野球競技アジア最終予選に際して韓国・台湾のプロ選手が参加を表明したため、アマチュアの日本野球連盟は日本プロ野球機構にプロ選手派遣を要請した。日頃、オリンピックの商業主義を批判してきたことから巨人からの選手派遣を拒否したが、2004年(平成16年)アテネ大会に際しては、長嶋茂雄日本代表監督をバックアップする形で主力選手を参加させて協力することとなった。

## 人物
- 前述の通り、政界では中曽根康弘との親交の深さが殊に有名。中曽根の秘書だった小林克己は渡邉と学生時代からの親友だった。ほかにも、大手新聞社の実力者であることを武器に、様々な分野において影響力を発揮してきた。
- 中川一郎とは中川がかつて大野伴睦の秘書だったので、家族ぐるみで親しく付き合っていたが彼が右派の議員グループ「青嵐会」を作ってからは疎遠になった。「1982年(昭和47年)自由民主党総裁選挙に出馬し、中川さんは最下位。惨敗だった。ある政治家への不信もあって、急に気力をなくしたように見えた。パーティーで久しぶりに会った彼は「中曽根政権下で協力するからナベさんと喧嘩しなくてもすむ。仲良くやろう」と涙を浮べて私の手を取った。異様な感情の高ぶりが腑に落ちなかった。翌年1月に自殺する予兆だったのだろうか。」[57] と述べている。
- 趣味は読書（哲学書など。新進気鋭の哲学者の著書は必ず目を通すという）とクラシック音楽鑑賞。ハムスターを飼っている。喫煙者で、パイプと葉巻きたばこを好む。野鳥の餌付けをこよなく愛する。TVドラマ『渡る世間は鬼ばかり』（橋田壽賀子脚本）の大ファン。
- 『私の死亡記事』（文藝春秋 2004年(平成16年)）という本の中では、自分の死去はカラスを打ち落とそうとして、屋根から転落死（実際、自宅の庭に置いてある野鳥のエサを食べに来たカラスをゴム鉄砲で打ち落そうとしたが、石につまずいて大怪我をしたことがある。その後、それが元で日本野鳥の会を除名された）。葬儀は音楽葬の形式で、また、「読売ジャイアンツが2000年(平成12年)から2019年(平成31年/令和元年)に亘って20連覇し、2018年(平成30年)には長嶋茂雄が世界最年長のプロ野球監督としてこの年新設された“ノーベルスポーツ賞”を初受賞する事が、最大の私への餞別だ」と、本気なのかリップサービスなのか不明な発言をしている。
- アクの強いキャラクターのため、いしいひさいちの四コマ漫画ではよくネタとして取り上げられており、朝日新聞（朝刊）連載中の四コマ漫画ののちゃんに、町内会長のナベツネツネオ（時にワンマンマンというヒーローに変身する）として、準レギュラーで登場している。ナベツネツネオは、人差し指を立てて円を描くように振り回しながら「バカヤロー、バカヤロー」と連呼するのが特徴。
- 酒豪で健啖でもあり、長嶋一茂が連れて行ったカレー専門店では、5種類ほどあったその店の全種類のカレーを注文しすべて平らげたという[58]。
- 清武英利によれば、渡邉の野球知識は素人以前で、巨人の選手やコーチの名前すら覚えていない。当時球団社長の桃井恒和に「いまさら誰にも聞けないんだがな。君、遊撃と二塁はどちらが一塁に近いんだ？」と質問したことがある[59]。
- 「情報保全諮問会議」の座長となった際、高知新聞で「『報道の自由』と相反しかねない特定秘密保護法だけに、取りまとめ役の座長に就くことに違和感が拭えない。」と論評されている[60]。

## 靖国神社に対する見解
渡邉は内閣総理大臣の靖国神社参拝に反対している事で知られ、「日本の首相の靖国神社参拝は、私が絶対に我慢できないことである。すべての日本人はいずれも戦犯がどのような戦争の罪を犯したのかを知るべきである」、「今後誰が首相となるかを問わず、いずれも靖国神社を参拝しないことを約束しなければならず、これは最も重要な原則である。…もしその他の人が首相になるなら、私もその人が靖国神社を参拝しないと約束するよう求めなければならない。さもなければ、私は発行部数1000数万部の『読売新聞』の力で、それを倒す」 と述べ、靖国神社の代わりに無宗教の国立戦没者追悼施設を建設すべきと主張している（後述）。また「内務班で受けた暴力をいまでも許せない、だから首相の靖国参拝には反対だ」 と本音を語っている。ただし、極東国際軍事裁判の判決が絶対的正義ではない、とも述べている。
2001年(平成13年)から2006年(平成18年)に靖国神社を参拝した、当時の内閣総理大臣である小泉純一郎を「愚かな総理大臣」と辛辣に批判しており、小泉が自身の靖国参拝は「心」の問題だと語っていた事に対しては、日本遺族会が選挙における票田になっていることを挙げた上で、小泉が自由民主党総裁選挙の際、遺族会に向けて、自身が首相に就任すれば靖国神社を参拝することを約束していたとして、「私はそれは偽善的であり、彼は心から参拝に行きたいと思っているのではなく、そういうパフォーマンスで、戦犯の遺族から得票を増やすためであったと思っている」と主張している。2006年(平成18年)、ニューヨーク・タイムズのインタビューに対して、渡邉は「（小泉純一郎は）歴史も哲学も知らず、勉強もせず教養も全くない」とまで述べた。渡邉は「小泉首相が『靖国参拝のどこが誤っているのか』『靖国を批判する国は韓国、中国しかない』と愚かな発言をするのは無知から始まったこと」とも述べた。
旧日本軍の戦争行為に対する見方も厳しい。ミッドウェイ海戦とガダルカナル島の戦いでの大敗以来、大日本帝国陸軍・海軍から再び上申された神風特別攻撃隊に対しては「今でも許せない軍の非人間的作戦」 としているほか、アッツ島の戦いで大本営が前線にいる兵士に全員自決せよとの命令を出した玉砕に対しては「前線の将兵に対する鬼畜の行為」と怒りを露わにし、戦陣訓を作成したとされる当時の首相兼摂陸軍大臣の東條英機を批判している。渡邊は東條について「最大最悪の責任者が東條英機であることはまちがいない」、「「東條っていうのは、ヒトラーと同じ」と批判し、靖国神社を参拝した中曽根康弘にも自分は東條を「断じて許すことができない」と中曽根が東條が合祀されている靖国を参拝したことを本人に直接抗議している。「「渡邉曰く「焦土作戦や玉砕を強制した戦争責任者が祀られている所へ行って頭を下げる義理は全く無い」、「加害者と被害者を同じ場所に祀って、同様に追悼、顕彰することは不条理ではないか」。ただし渡邉はA級戦犯の中で戦争に反対していた広田弘毅（元首相、文官としてただ一人A級戦犯として死刑になった）のことは「かわいそうだ」と述べている。
昭和天皇の戦争責任について、「昭和天皇は戦争責任を取って少なくとも終戦後に退位すべきであった」という意見で石原慎太郎、中曽根康弘と一致していたという。
靖国神社の遊就館に対しては、真珠湾攻撃などの日本が勝利を勝ち取った写真が展示されているため、「非常に有害な場所であり、あれは閉鎖しなければならない」と主張している。また、自民党幹事長だった加藤紘一が遊就館を参観した後、遊就館はまことに行き過ぎだと語ったとも述べている。
2005年(平成17年)、読売新聞社は渡邉の主導のもとで、日本の戦争責任を反省するための「戦争責任検証委員会」を創設し、『戦争責任を検証する』という本にまとめた。日本語版と英語版のほか、2007年(平成19年)には中国語版も新華出版社から出版・発行された。渡邉は中国語版の序文にて、「本書を出版した動機は、日本のこの戦争に対する非人道性及び責任の所在を研究して明白にし、日本人自身の良心に照らして、正確な歴史認識を得てはじめて、被害国と率直かつ友好的な対話が可能になる、との信念からにほかならない」と記している。また朝鮮民主主義人民共和国の金正日総書記にも「読んでほしい」と述べている。
社会民主党は2006年(平成18年)9月7日午後、東京都内で「千鳥ケ淵戦没者墓苑・平和祈念施設提言委員会」を開き、渡邉と意見交換し、渡邉は「世界各国に無名戦士の墓があり、国賓が来た時に訪問する国も多い。日本でこれに該当するのは千鳥ケ淵墓苑だ」と主張し、同墓苑に隣接する公務員宿舎などを廃止して墓苑を拡充、無宗教の追悼施設にする事を提案した。党首（当時）の福島瑞穂は「社民党の考え方と共通点が大変多く、とても参考になった」と応じた。
尊敬している中国人政治家は鄧小平と述べ、渡邉が鄧小平に日本の対中侵略戦争の責任問題についてどう見ているのかと尋ねたところ、鄧小平は侵略戦争を起こしたのは大日本帝国政府と軍隊の中のひと握りのものであり、広範な日本国民に罪はないと言明し、渡邉はこの言葉を聞いた後「親中派」となった、と言う。ただし、2005年(平成17年)の中国における反日活動では「中国の反日暴動は、中国政府の統治能力と国民の文明開化度が日本より半世紀遅れていることを示すもので、いたずらに興奮するのは無益だが、あの暴挙については、日本国政府は厳しく抗議して、損害賠償を求め、国の威信を保たねばならない」と中国側を批判していた。
2013年(平成25年)末に、その当時の内閣総理大臣である安倍晋三が靖国神社を参拝した事に対して、幹部たちとの会合で、「あれにはオレも失望した」と漏らしている。2007年(平成19年)には「安倍さんとは歴史観が違うんだ。僕は少年時代から反戦でね。A級戦犯が合祀されている靖国には参拝しない。彼は戦争を知らないから、仕方ないけどね」と述べている。
2023年(令和5年)1月に渡辺は戦争と歴史認識の問題について、具体的な提言を行っている。靖国神社参拝問題については、「侵略した加害国と侵略された被害国の政治的なシンボル」となっているとして、A級戦犯の分祀がなされない限り政治的権力者は公式参拝すべきでないと述べている。ただし、渡辺は元将兵や戦没者の遺族が亡き戦友や亡き家族を想って靖国神社を参拝することまでは否定しておらず理解を示しており、一般人が靖国神社参拝することも否定していない。

## 略年譜
- 1926年（大正15年）

5月30日 - 現在の東京都杉並区に生まれる。父・平吉、母・花。
- 1939年（昭和14年）

4月 - 開成中学校に入学。
- 1943年（昭和18年）

4月 - 開成中学を4年修了で東京高等学校に入学。高校は戦時措置で一年繰り上げ卒業。
- 1945年（昭和20年）

4月 - 東京帝国大学文学部に入学。
7月 - 砲兵連隊に入営するも、終戦の2日前に除隊
12月 - 日本共産党に入党を申し込む。日本青年共産同盟の同盟員を経て、1947年(昭和22年)頃、同党の正規の党員になる。入党の動機は天皇制への嫌悪からだという。
- 1947年（昭和22年）

12月 - 日本共産党に離党届を出し、結果的に除名される。
- 1949年 （昭和24年）

東京大学を卒業して東京大学大学院に入学する。
- 1950年（昭和25年）

11月 - 読売新聞社に入社。読売ウィークリーに配属される。高校時代からの学友である氏家齊一郎を誘う。
- 1952年（昭和27年）

日本共産党山村工作隊を取材するため奥多摩のアジトに潜入し、拘束されるも、無事解放される。このとき隊のリーダーだった人物が、『生きることの意味』の著者、高史明であったという。このスクープが認められて政治部に異動。
- 1955年（昭和30年）

5月 - 元女優でモデルの女性と結婚。
12月 - 大野伴睦の番記者になる。
- 1956年（昭和31年）

中曽根康弘と知り合う。
- 1958年（昭和33年）

児玉誉士夫と知り合う。初の著作『派閥』を上梓。
- 1959年（昭和34年）

児玉誉士夫邸を初訪問。
- 1960年（昭和35年）

安保反対の全学連デモにおける樺美智子の死亡に対する内閣声明を執筆。
- 1968年（昭和43年）

9月 - ワシントン支局長
- 1972年（昭和47年）

1月 - 編集局参与。
10月 - 解説部長。
- 1975年（昭和50年）

6月 - 政治部長兼局次長。
- 1977年（昭和52年）

7月 - 編集局総務（局長待遇）。
- 1979年（昭和54年）

6月 - 取締役論説委員長。読売の論調に変化。
- 1987年（昭和62年）

6月 - 筆頭副社長。
- 1991年（平成3年）

社長に就任。日本相撲協会の諮問機関横綱審議委員会委員に就任。
- 1996年（平成8年）

読売ジャイアンツのオーナーに就任。
- 1998年（平成10年）

前立腺癌の全摘手術を受ける。
- 1999年（平成11年）

日本新聞協会会長。経営難に陥った「中央公論社」の営業権を買収し、中央公論新社を設立。
- 2000年（平成12年）

中央公論新社から『渡邉恒雄回顧録』を出版。
- 2003年（平成15年）

日本新聞協会会長を任期満了に伴い退任。
- 2004年（平成16年）

一場事件の責任をとってジャイアンツオーナーを辞任。
マスコミ集中排除原則対策としての渡邉名義日本テレビ株の解消に際し、同社株が管理ポストに割り当てられる。
東京医科歯科大学学長選考委員会座長に就任。
- 2005年（平成17年）

横綱審議委員を任期満了で退任。
ジャイアンツ取締役会長に就任。
- 2006年（平成18年）

1月5日に刊行された論座（朝日新聞社）において、靖国神社への首相参拝を非難する内容の対談を若宮啓文・『朝日新聞』論説委員と行う。この年に白内障の手術を受ける。
12月 日本経済新聞『私の履歴書』執筆（2007年(平成19年)11月に「君命も受けざる所あり―私の履歴書―」として出版）。
- 2007年（平成19年）

第54回カンヌ国際広告祭でメディアパーソン・オブ・ザ・イヤーをアジア人では二番目の受賞。
- 2009年（平成21年）

麻生内閣の設置した安心社会実現会議の委員に選ばれる。
- 2014年（平成26年）

特定秘密の保護に関する法律「情報保全諮問会議」の座長となる。
ジャイアンツ取締役最高顧問に就任。
- 2016年（平成28年）

3月 ジャイアンツ取締役最高顧問を辞任。
6月 読売新聞グループ本社会長を退き、読売新聞グループ本社代表取締役主筆となる。
- 2018年（平成30年）

12月 巨人・原辰徳監督の野球殿堂入りを祝うパーティに車イスで参加した。
- 2023年（令和5年）

3月 「燦燦会」渡辺恒雄主筆のゲキに原監督「発行部数も増えるように頑張ってまいります」。
- 2024年（令和6年）

12月19日 肺炎のため、都内の病院で死去。98歳没。
- 2025年（令和7年）

1月17日 日本国政府により正三位の叙位を閣議決定。

## 家族・親族

### 渡邉家
- 父・平吉が勤めていた不動貯金銀行（旧：協和銀行の前身・現：りそな銀行）の重役だった柳井信治（千葉県 平民[94]）は伯父（母・花の実兄）[10]。柳井信治は苦学の末、巨額の資産を築いた立志伝中の人である[10]。
- 愛妻家である。妻が事故により認知症になって出かけるときはキスを忘れなかった（本人談）。長い夫婦生活で妻は空気のような存在になっていたが、認知症の発症により自分が面倒を見なければならなくなり、妻が愛おしくなったと渡邉は自伝で記している。なお、妻は2017年(平成29年)に87歳で死去した。

## 受賞・栄典
- 2002年（平成14年） - 第14回日本メガネベストドレッサー賞経済部門を受賞
- 2008年（平成20年） - 旭日大綬章受章[95]
- 2025年（令和7年） - 正三位叙位[44]

## 著書

### 単著・編著
- 『派閥―保守党の解剖』弘文堂、1958年9月25日。増補版1964年、新装復刊2014年6月。ISBN 978-4-335-46032-6
- 『大臣』弘文堂、1959年2月10日。
- 『党首と政党 : そのリーダーシップの研究』弘文堂、1961年11月20日。
- 『政治の密室 : 総理大臣への道』雪華社、1966年11月20日。
  - 改題『派閥と多党化時代　政治の密室 増補新版』雪華社, 1967年
  - 再改題『自民党と派閥　政治の密室 増補最新版』実業之日本社, 2024年5月。ISBN 978-4-408-65099-9

前木理一郎（元・読売新聞政治部）解説「令和の派閥と政党政治の将来」、電子書籍版も刊
- 『ホワイトハウスの内幕 : アメリカの権力政治』読売新聞社、1971年7月25日。増補改題「ウォーターゲート事件の背景」, 1973年
- 『大統領と補佐官 : キッシンジャーの権力とその背景』日新報道、1972年10月1日。
- 『保革連立政権論 : 一九七〇年代後半の政治展望』ダイヤモンド社、1974年11月8日。
- 『永田町見聞録 : 政界・派閥・権力の実像』東洋経済新報社、1980年5月29日。
- 『ポピュリズム批判――直近15年全コラム』博文館新社、1999年
- 『天運天職――戦後政治の裏面史、半生、巨人軍を明かす』光文社、1999年
- 『わが人生記――青春・政治・野球・大病』中公新書ラクレ、2005年、増補版2021年3月
- 『君命も受けざる所あり――私の履歴書』日本経済新聞社、2007年
- 『反ポピュリズム論』新潮新書、2012年。電子書籍版も刊

共著
- 『渡邉恒雄回顧録』中央公論新社、2000年／中公文庫、2007年 - 聞き手伊藤隆・御厨貴・飯尾潤
- 三宅久之共著『闘争 渡邉恒雄の経営術』ぺんぎん書房、2005年
- 論座編集部編『「靖国」と小泉首相――渡辺恒雄・読売新聞主筆vs. 若宮啓文・朝日新聞論説主幹』朝日新聞社、2006年
- 『独占告白 渡辺恒雄　戦後政治はこうして作られた』新潮社、2023年 - 聞き手安井浩一郎（NHK報道局）

### 訳書
- ジェイムズ・M・キャノン編『政界入門』弘文堂、1962年 - 中曽根康弘共訳
- セオドア・ホワイト『大統領になる方法』弘文堂（上・下）、1964年 - 小野瀬嘉慈共訳
  - 改題『大統領への道』弘文堂 新書判、1965年。全1冊
  - 再改題『大統領職をめぐる死闘』雪華社、1968年
- フランシス・ラッセル『大統領を創った人々』政府広報センター、1976年 - 監訳